# Čudodelna torbica
Čudodelna torbica je sodobna pravljica, delo Svetlane Makarovič.

## Vsebina
Živela sta mati in sin, ki je pasel svinje. Nekega dne ga je med pašo obiskala zelena kača. Prosila ga je, da jo pripelje do njenega doma, v zameno pa mu je ponudila čarobno torbico. Med potjo sta prebrodila razne ovire. Ko sta prišla do kačinega doma, je pastirček dobil v zahvalo torbico. Med potjo nazaj se je spet srečal z raznimi ovirami, ki jih je brez težav premagal, saj je rekel le: »v torbico« in vse težave so se takoj umaknile s poti. V mestu pa se je ravno takrat razvedelo, da se bo kraljeva hči poročila s tistim, ki jo bo premagal v kvartanju. Pastirček jo je premagal in njena dolžnost je bila, da ga vzame za moža. Ker pa je bil bradat in ne ravno lepega videza, ga ni hotela vzeti, želela pa si je njegovo torbico. Ker pa tudi pastirčku ni bilo prav veliko do take zveze, jo je popihal s torbico daleč stran.

## Analiza
- Zgodba se dogaja na dveh krajih. Prvi del zgodbe se dogaja na pašniku in v gozdu. Drugi del zgodbe pa se dogaja v gradu, kjer živi kačja družina.
- Čas dogajanja ni jasno razviden z zgodbe.

- Glavna književna oseba je pastirček, mlajših let, ki živi sam z mamo. Njun socialni status je nizek, saj se preživljata le s pašo svinj. Stranske osebe so še kosec, kralj, kraljeva hči, kaša in zmaj.

- V zgodbi je jasno izražena prvina poosebitve. Poosebljeni sta dve živali kača in zmaj, ki sta pogosta  glavna lika v pravljicah.
- Pravljična števila: do gradu vodi 9 vrat; kralj je imel tri hčere.
- Za ljudske pravljice je značilno, da avtor ni znan, prenašajo se od ust do ust in zato se pogosto pojavijo različice.

## Motivno-tematske povezave
Motiv zgodbe je torbica. V mnogo zgodbah se pojavi čudežna ali čudodelna  stvar, ki popolnoma spremeni glavni osebi življenje in popelje glavnega junaka do srečnega konca. Po navadi je ta oseba revna in nima sreče v življenju. Prvina, kjer v pravljicah zmaga dobro nad zlim, je pogosto glavno sporočilo pravljic. V pravljicah opazimo tudi ponavljajoč se motiv, kjer osebe za izpolnjeno nalogo dobijo svojo izvoljenko.